# Neil Goldschmidt

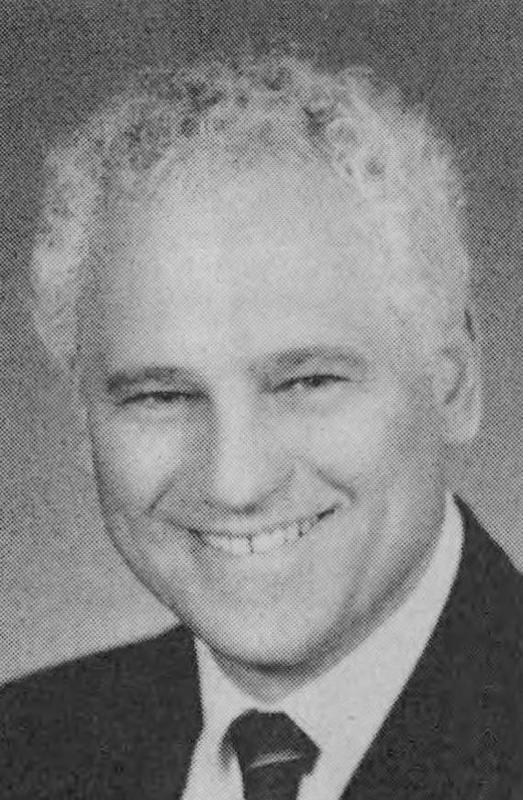

Neil Edward Goldschmidt (ur. 16 czerwca 1940 w Eugene w stanie Oregon, zm. 12 czerwca 2024 w Portlandzie) – amerykański polityk pochodzenia żydowskiego, działacz Partii Demokratycznej, prawnik.
W latach 1973–1979 zajmował stanowisko burmistrza Portlandu. Sprawował urząd sekretarza transportu w administracji prezydenta Jimmy’ego Cartera (1979–1981). Od 12 stycznia 1987 do 14 stycznia 
1991 pełnił funkcję gubernatora Oregonu.
W 1965 poślubił Margaret Wood. Para miała dwoje dzieci. W 1990 małżonkowie rozwiedli się. W 1994 ożenił się drugi raz z Dianą Snowden.
Zmarł 12 czerwca 2024 w swoim domu w Portlandzie. Przyczyną śmierci była niewydolność serca. 